# Scypholanceola aestiva
Scypholanceola aestiva är en kräftdjursart som först beskrevs av Stebbing 1888.  Scypholanceola aestiva ingår i släktet Scypholanceola och familjen Lanceolidae. Inga underarter finns listade i Catalogue of Life.